# Měšťanský dům, Nám. Přemysla Otakara II. č.p. 128/39
Měšťanský dům, Nám. Přemysla Otakara II. č.p. 128/39 je chráněná kulturní památka v městské památkové rezervaci v Českých Budějovicích. 
Dům má gotické jádro, upravován byl v renesanci, baroku a částečně i v klasicismu. Loubí domu, které má hřebínkové klenby, má dvě arkády.

## Historie
Dům byl postaven v gotickém stylu. Během renesance byl výrazně přestavěn. V roce 1583 byl prodán za 680 kop. V roce 1617 jej koupil císař za 1500 kop; v domě byla potom celnice. V roce 1623 byl zchátralý dům prodán Eliášovi Preitenbergerovi, který jej koupil pro svého zetě Šimona Kosteleckého, a to za 1000 kop; celnice byla v domě nadále. Potom se v domě vystřídalo několik majitelů.  V letech 1724 až 1735 nechal provést tehdejší majitel domu Antonín Josef Barthleme z Bartenau částečné barokní úpravy vnitřních prostor, včetně kleneb. Od roku 1735 byl v domě celní úřad. V letech 1779 až 1801 nechal provést tehdejší majitel domu Karel Josef Hönig, syndik města, klasicistní přestavbu schodiště. V roce 1801 byl dům prodán za 6400 zlatých. K dalším stavebním úpravám došlo po požáru v roce 1868; při této přestavbě došlo k úpravě průčelí domu. Původní renesanční vzhled domu, včetné ozdobného štítu průčelí, byl obnoven při celkové rekonstrukci domu, která proběhla v 80. letech 20. století. 

## Galerie

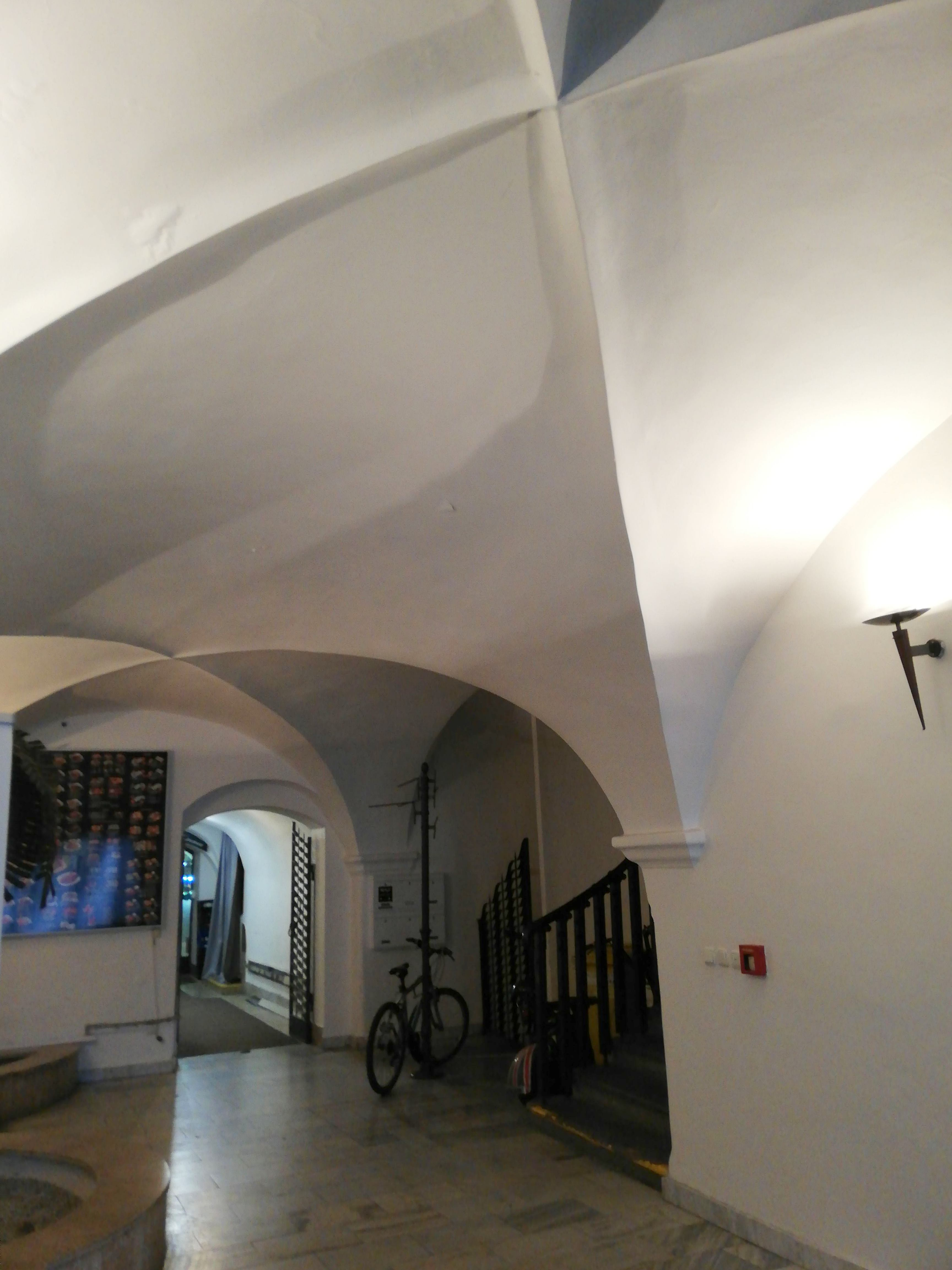
Klenby v přízemí domu
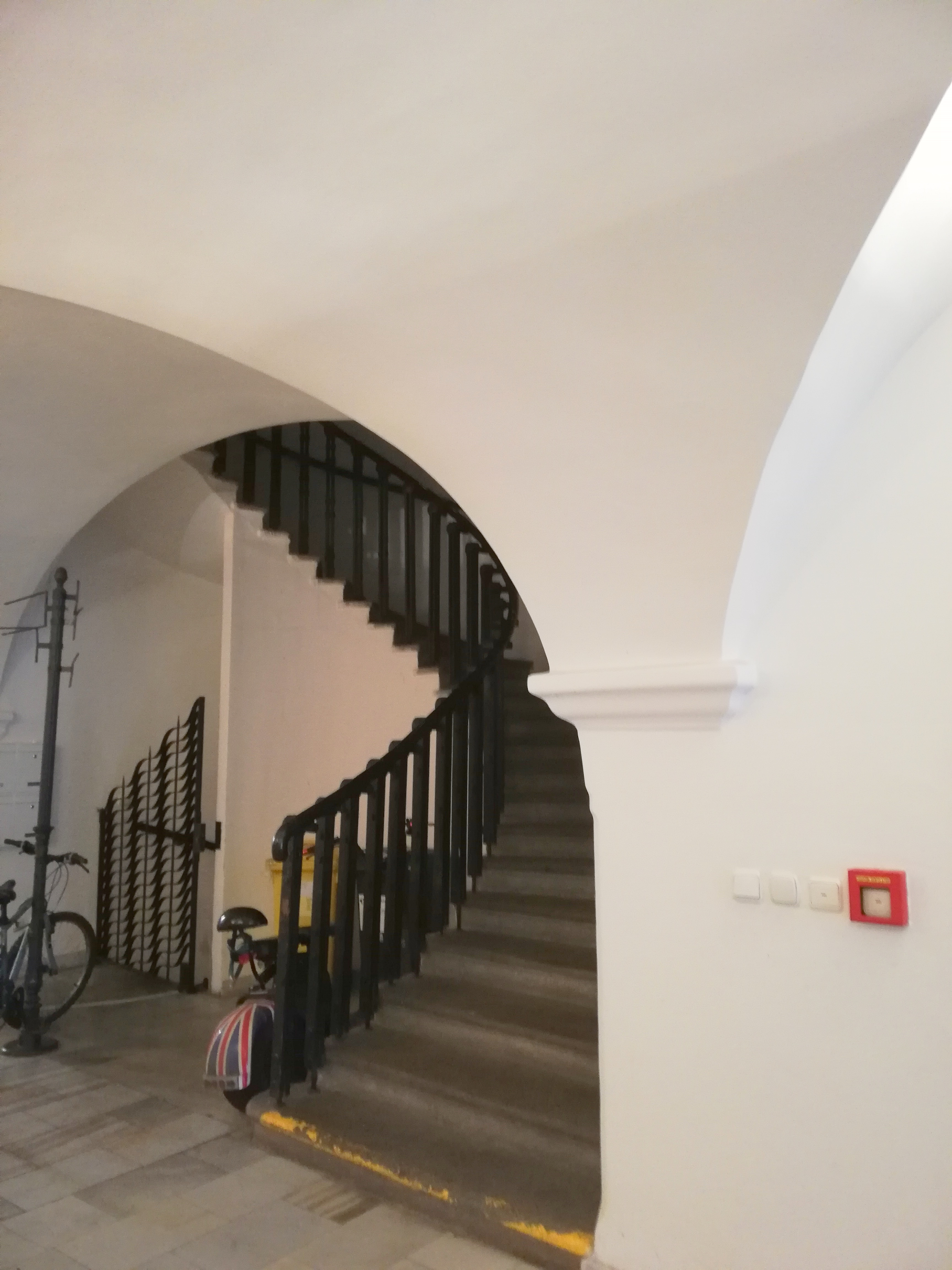
Schodiště domu